# روبيرتو أنتونيللي
 روبيرتو أنتونيللي (بالإيطالية: Roberto Antonelli)‏ (منزا، 29 مايو 1953)، لاعب كرة قدم إيطالي مهاجم سابق.
لعب لنادي إيه سي ميلان لخمسة مواسم خاض خلالها 113 مباراة وسجل 29 هدفا. فاز مع إيه سي ميلان بلقب الدوري مرة واحدة ولقب دوري الدرجة الثانية بعد أن كان هدافه بـ 15 هدفا. اعتزل اللعب في عام 1986.